# 诺唯赞
南京诺唯赞生物科技股份有限公司（英語：Nanjing Vazyme Biotech Co.,Ltd.；上交所：688105，简称：诺唯赞）是中華人民共和國一家检测和诊断试剂研發公司。

## 历史
成立於2012年。該公司由在南京农业大学任教的曹林等人創辦。2021年，诺唯赞在上海證券交易所科創板上市。2022年3月11日，国家卫健委印发《新冠病毒抗原检测应用方案（试行）》，決定增加抗原检测作为核酸檢測的补充。诺唯赞就被列為首批產品上市的企業。

## 外部連結
- 官方网站（简体中文）
- 官方网站（英文）